# Elias Canneman (architect)

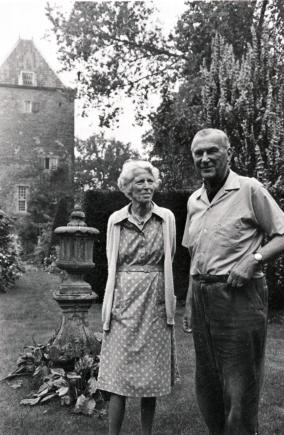
Elias en Liesbeth Canneman voor de toren van kasteel Walenburg

Elias Anthony Canneman (Den Haag, 12 juli 1905 - Houten, 25 november 1987) was een Nederlands architect. Hij was hoofdarchitect bij de Rijksdienst voor de Monumentenzorg. Zijn echtgenote Maria Elisabeth Philipse (Liesbeth Canneman-Philipse) (1909-1987) combineerde als tuinarchitecte verschillende ontwerpen met zijn restauraties. Elias Canneman had twee zusters en twee broers, onder wie Benjamin Richard Canneman.

## Monumentenzorg
Vanaf 1933 tot 1970 is Elias Canneman, telg uit het geslacht Canneman, bij de Rijksdienst voor de Monumentenzorg werkzaam geweest. Na de Tweede Wereldoorlog kreeg hij omvangrijke projecten, zoals het Belfort van Sluis. De Watersnood van 1953 was aanleiding voor restauraties in Zierikzee. Zijn bekendste werken betroffen kasteel Walenburg (Neerlangbroek), kasteel Duivenvoorde (Voorschoten), de Nieuwe Kerk (Den Haag) en de Markiezenhof (Bergen op Zoom). Behoudens perfectionistisch herstel kenmerken zijn restauraties zich door contrasterend kleurgebruik van gedurfde Louis seizekleuren en creativiteit van aankleding. Als kenner van Louis Seize en Empirestijlen wist hij ook stijlzuivere nieuwe scheppingen tot stand te brengen. Zijn specialiteiten betreffen kerken en kastelen, veelal met aankleding en tuinaanleg van zijn echtgenote.

## Kasteel Walenburg
Aan de Langbroekerwetering restaureerde Canneman de uit de 13e eeuw stammende ridderhofstad Walenburg. De donjon is vanaf 1275 alleenstaand geweest tot omstreeks 1550 toen er een huis aan vast werd gebouwd. Het ernstig vervallen geheel werd in 1965 tot 1967 geheel gerestaureerd, waarbij het poortgebouw werd gereconstrueerd en op het rechthoekig omgrachte terrein door het echtpaar een tuin werd aangelegd, in formele, Engelse stijl. De verschillende kamers vormden een verlengstuk van het kasteel, dat tot 1987 door het echtpaar werd bewoond. Hierna werd de tuin enige jaren door De Nederlandse Tuinenstichting beheerd.

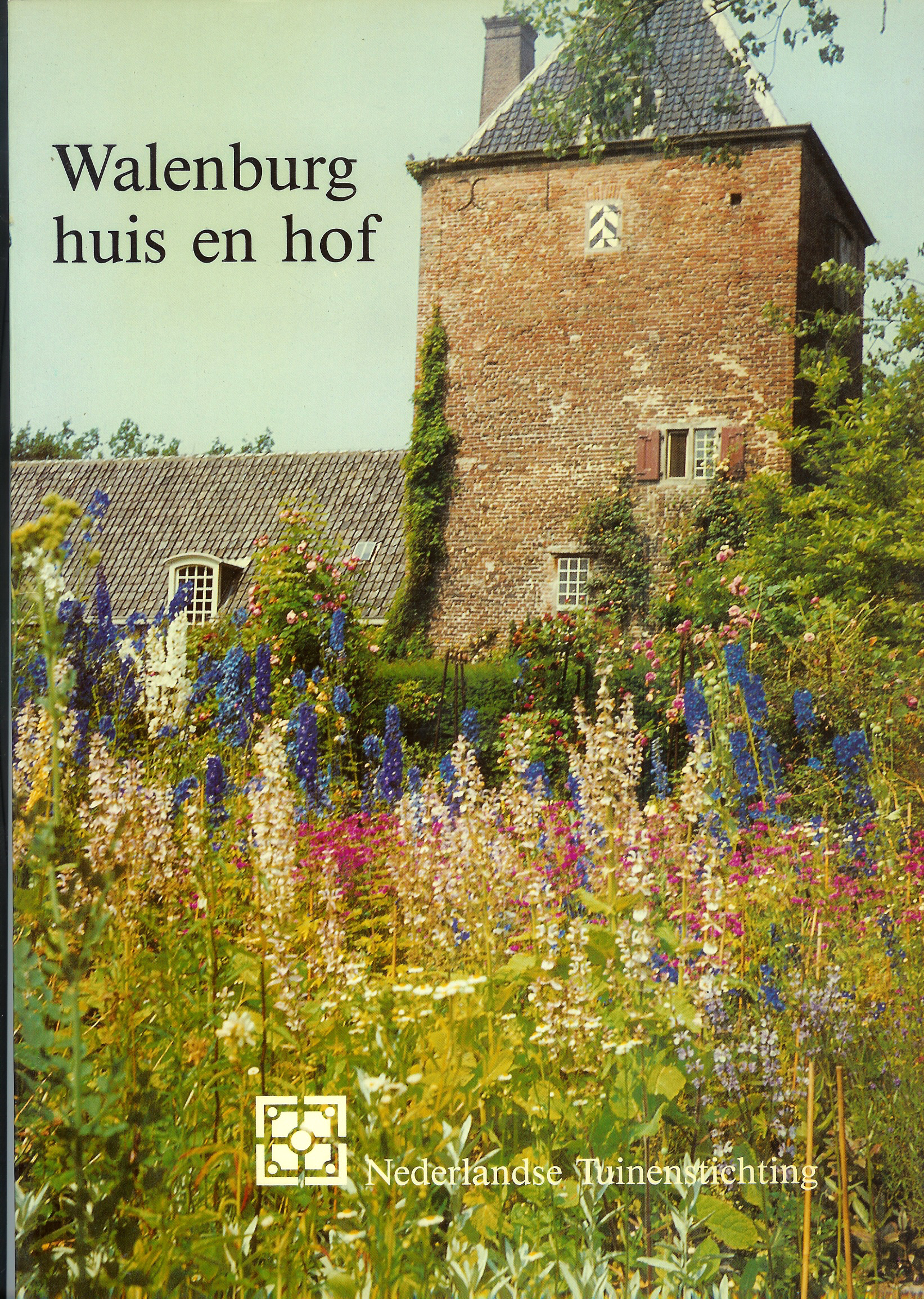
Walenburg geschreven door Elias Canneman

## Erkenning
Vanwege zijn restauraties werd hij onderscheiden met het ereburgerschap van Sluis, Zierikzee en Edam, en benoemd tot Officier in de Orde van Oranje-Nassau en Officier in de Orde van Verdienste van de Bondsrepubliek Duitsland.

## Lijst van restauraties

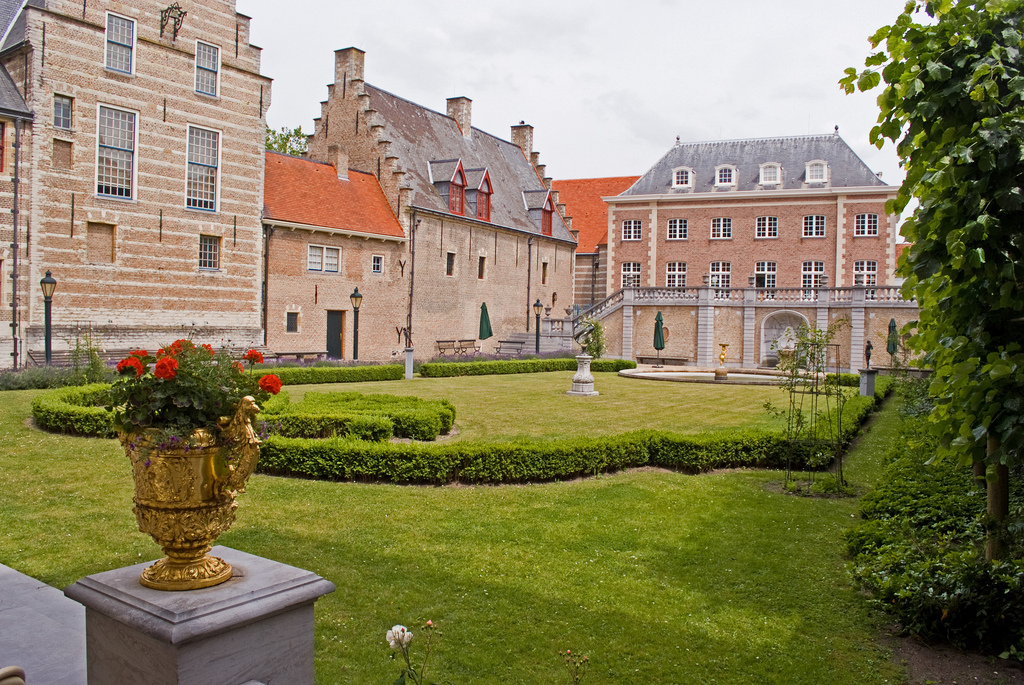
Markiezenhof

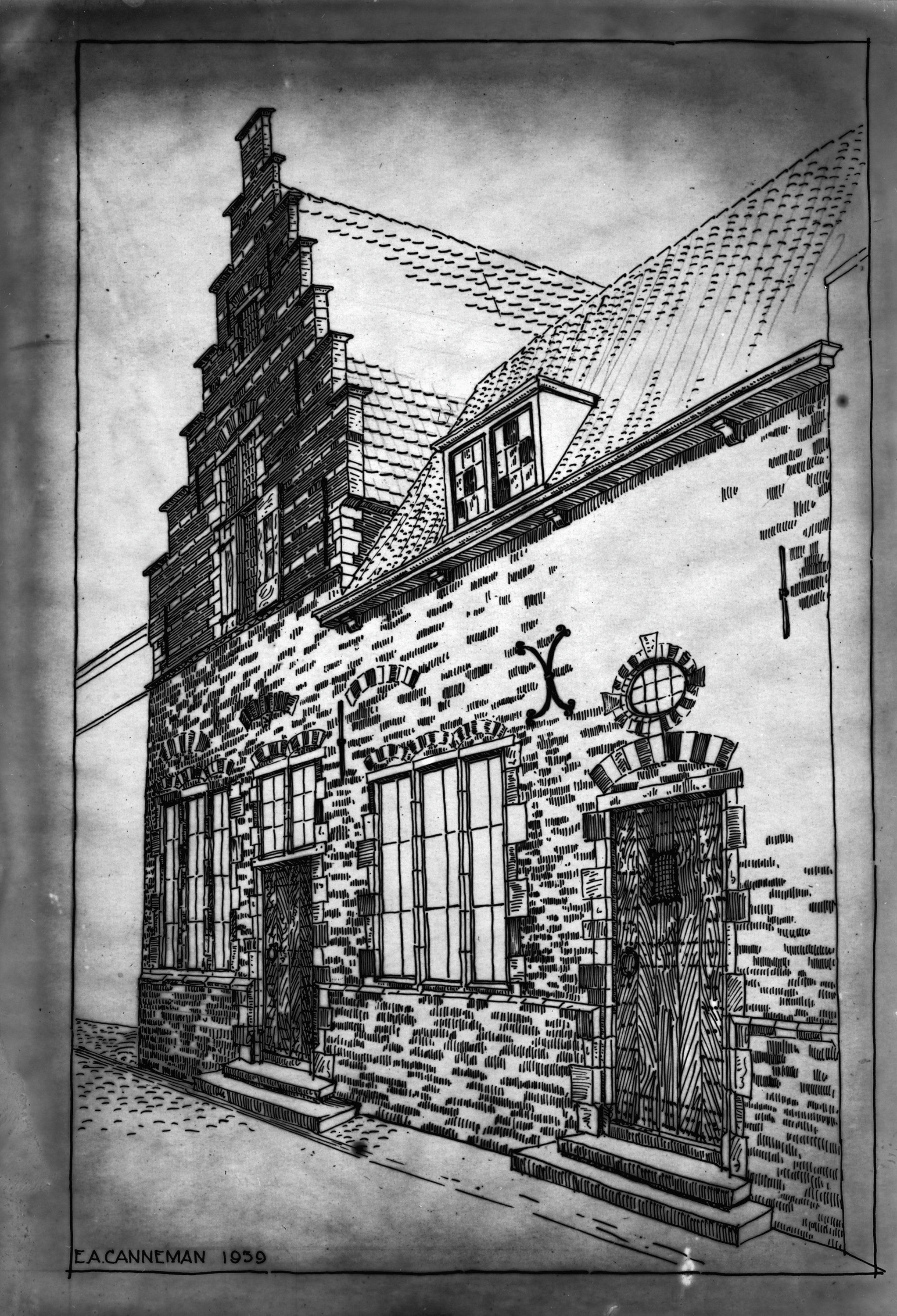
Huis op Tholen, 1939. Tekening van E.A. Canneman

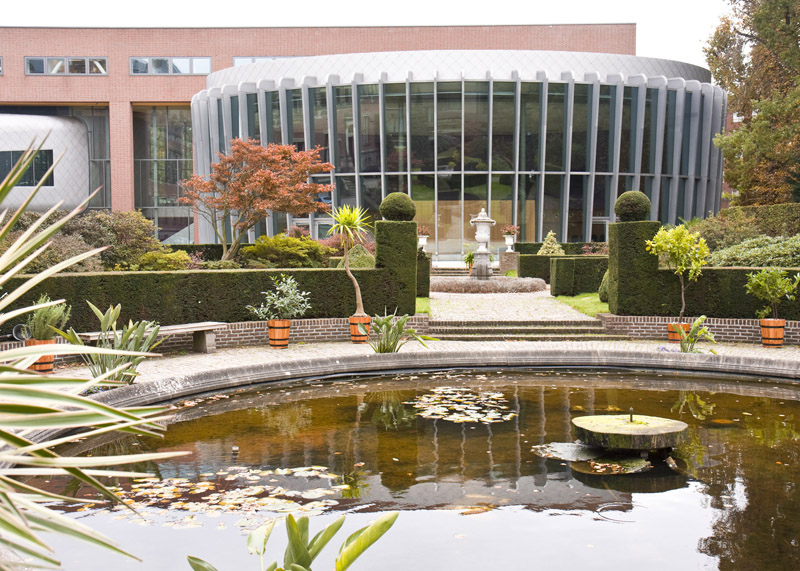
Vredespaleis

Lijst van restauraties die zelfstandig, dan wel met een overwegend aandeel werden uitgevoerd.
- Prinsentuin (Groningen), 1938
- Heksenwaag te Oudewater, 1941
- De houten torenbekroning van het Stadhuis van Hulst, 1949-1951
- N.H. kerk Sint-Galluskerk (Angerlo) 1948-1950
- Huys 1624, thans Huis Bonck te Hoorn, 1951
- Boerderij en dorpsgezicht Sint Anna ter Muiden, 1952
- Belfort van Sluis, 1955
- Kasteel Wisch, 1951-1961
- landhuis Molecaten te Hattem, 1955
- Geertekerk te Utrecht, 1955-56
- Huize Bingerden, 1957
- Huis Wassenaer-Duivenvoorde, Kneuterdijk, Den Haag, 1962
- Het Huys ten Donck bij Ridderkerk, 1967
- Kasteel Duivenvoorde, Voorschoten, 1958-1963
- N.H.Kerk, Schipluiden, 1958
- N.H. Kerk, Scheveningen, 1959
- Stadhuis te St.Maartensdijk 1960-1964
- N.H. Kerk , Brielle, 1963
- Kasteel Walenburg, Neerlangbroek, 1965-1967
- Ned. Hervormde kerk, Beets, 1967
- N.H.Kerk, Oosthuizen, 1967
- Kasteel Lunenburg, Neerlangbroek, 1968-1970
- Huis Schuylenburch, Lange Vijverberg, Den Haag, 1968
- Koepel van Fagel, Paleistuin Noordeinde, Den Haag, 1968
- N.H. Kerk te Monnikendam, 1969
- Stadhuis van Zierikzee, 1973
- Noorderhavenpoort, Zierikzee
- Nieuwe Kerk (Den Haag), 1976
- Grote Kerk, Edam, 1979
- Tuinaanleg uitbreiding Vredespaleis, Den Haag (met echtgenote)
- N.H.Kerk, Bergen op Zoom, 1987
- Markiezenhof, Bergen op Zoom, 1970-1987

## Eerbetoon
In de Geertekerk te Utrecht is een Canneman-foyer ingericht als eerbetoon aan de restauratie-architect, die in 1956 de restauratie van die kerk ondernam.